# Brzozów

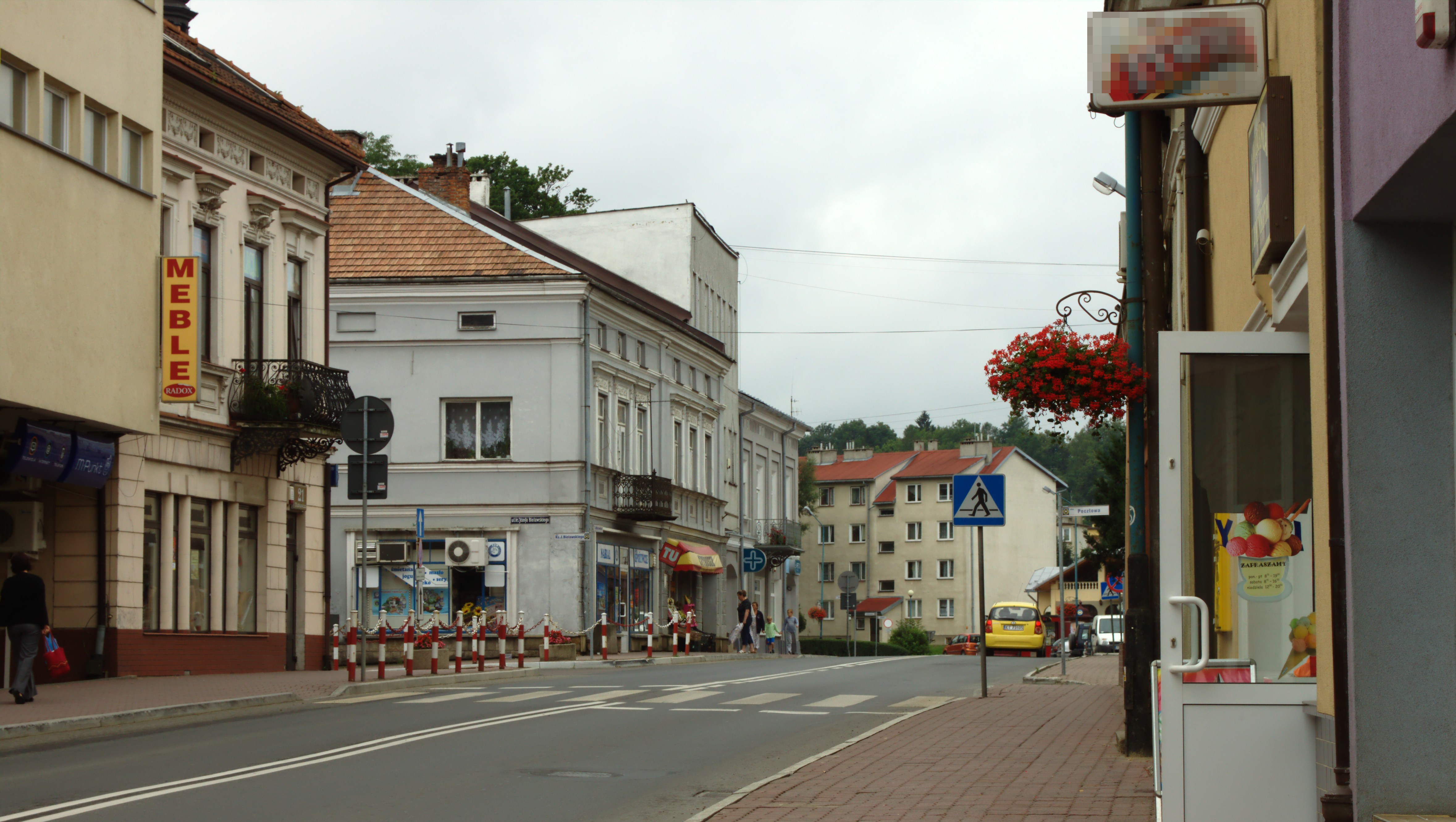
Centrum města

Brzozów je město v Polsku v Podkarpatském vojvodství v okrese Brzozów, jehož je správním sídlem. Založeno bylo v roce 1359, v průběhu let se zde usídlila četná židovská populace, jejíž konec přišel až během druhé světové války. Během existence PLR byly ve městě a v okolí budovány průmyslové podniky. Podle sčítání lidu v roce 2024 mělo 7 158 obyvatel.

## Partnerská města
- Moldava nad Bodvou, Slovensko
- Sambir, Ukrajina